# Поливанов, Иван Игнатьевич
Ива́н Игна́тьевич Полива́нов (1740—1786) — российский государственный деятель, генерал-поручик, первый рязанский (1778—1780) и саратовский наместник (1781—1786).

## Биография
Иван Игнатьевич Поливанов происходил из старинного дворянского рода Поливановых, основателем которого считается выходец из Золотой Орды. Его отец, Игнатий Иванович, служил в Преображенском полку.
Поступил в службу в 1750 году. Через 11 лет, 26 декабря 1761 года, был произведён из вахмистров в подпоручики. Участник свержения Петра III и возведения на престол императрицы Екатерины II, после чего 1 августа 1762 года был пожалован в поручики Лейб-Гвардии конного полка, в январе 1764 — в секунд-ротмистры, а в 1765 в ротмистры.
В 1767 году был избран депутатом от дворян Касимовского уезда и участвовал в Уложенной комиссии Екатерины II по подготовке нового свода законов. Он принимал особенно деятельное участие при обсуждении проекта прав благородных (с 10-го июля по 9-е сентября 1768 г.), и когда маршалом Комиссии Бибиковым предложено было голосование этого проекта тотчас по его прочтении в заседании, причём предварительно проект этот никому из депутатов сообщен не был, Поливанов, вместе с 25-ю другими депутатами от дворян, подписал и подал коллективную просьбу о необходимости дать несколько дней для размышления, ввиду важности проекта. Ходатайство это было уважено. Об освобождении крестьян Поливанов высказывался отрицательно, считая такой проект крайне вредным для России.
В 1769 г. в связи с обострившимися отношениями со Швецией Поливанов находился в числе 4 лиц в свите депутатского маршала генерал-поручика Бибикова во время поездки последнего по поручению императрицы на шведскую границу для её осмотра и составления плана войны в Финляндии.
С 1773 года Поливанов служил в Киевском кирасирском полку, где в 1777 году был произведен в генерал-майоры. (По другим данным 01.01.1770 произведен в полковники и тогда же назначен командиром Киевского кирасирского полка. Оставался в этой должности до расформирования полка 24.10.1775 года. В сентябре 1775 произведен в бригадиры.)

### Рязанский наместник (1778—1780)
2 сентября 1778 года назначается губернатором Рязанского наместничества. Здесь он служил до августа 1780 года под командованием генерал-губернатора Михаила Никитича Кречетникова.
За два года работы на посту рязанского губернатора Иван Игнатьевич провёл большую работу по подбору губернских и уездных кадров для управления созданными административными единицами. Были открыты местные уездные и губернские учреждения, определялось административно-территориальное деление региона.
В 1779 году один из уездных городов — Елатьма — с подчинёнными землями был передан Тамбовской губернии, а взамен в территорию Рязанского наместничества включён Раненбург. В том-же году появился Указ о создании гербов Рязанского наместничества.
12 августа 1780 года Иван Игнатьевич оставляет свой пост.

### Саратовский наместник (1781—1785)
Деятельность на посту Рязанского губернатора была высоко оценена императрицей. В январе 1781 года она награждает Поливанова орденом Святой Анны и поручает образование Саратовского наместничества, наместником которой он становится 2 февраля 1781 года.
В 1783 году Поливанову было пожаловано звание генерал-поручика.
В губернаторство Поливанова к Саратовскому наместничеству были присоединены Царицын с Ахтубинским шелковым заводом, Чёрный Яр и Новохоперск с частью Тамбовского наместничества. В это время территория наместничества становится максимальной за всю свою историю.
22 сентября 1786 при поддержке губернатора в Саратове открылось Главное народное училище, впоследствии преобразованное в мужскую гимназию.
Иван Игнатьевич также заботился и о безопасности. В 1785 году он предписал хвалынскому городничему князю Кугушеву «учредить за Волгою маяки и зажигать их в случае появления опасности» — для защиты Саратова.
Однако его энергичная деятельность на посту Саратовского губернатора стала причиной его отставки. В 1786 году он был обвинён во взяточничестве и после расследования, проведённого графами Воронцовым и Орловым — уволен с должности. Скончался в том же году, успев получить у императрицы прощение и орден Святого Александра Невского.

## Награды
- Орден Святой Анны (1781) — за деятельность на посту Рязанского губернатора
- Орден Святого Александра Невского (1786)[2]

## Сочинения
- Описание Саратовского наместничества // Месяцеслов исторический и географический на 1785 год. СПб., [1784]. с. 33—72.